# Rufio Gennadio Probo Oreste

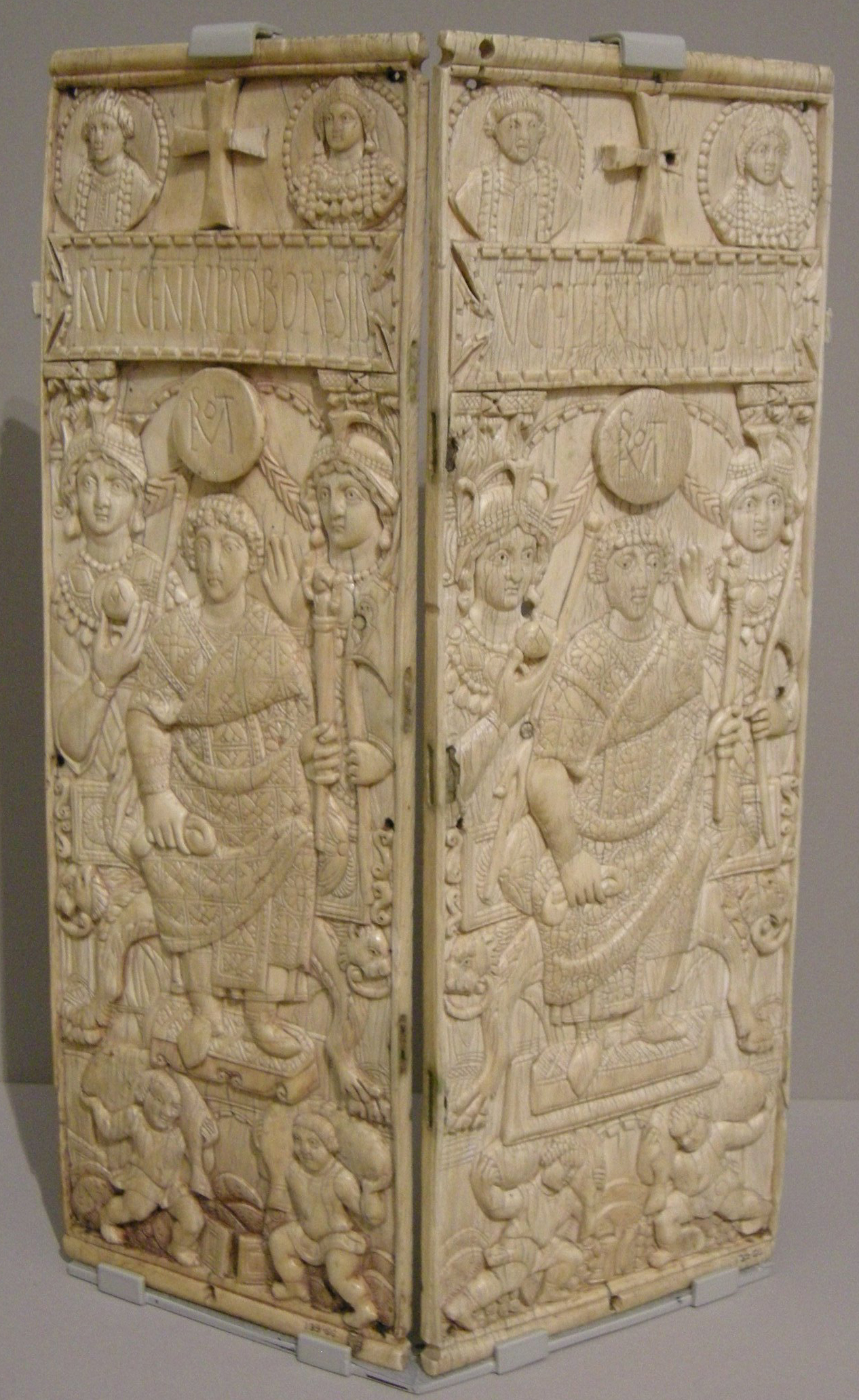
Dittico consolare di Gennadio

Flavio Rufio Gennadio Probo Oreste (latino: Rufius Gennadius Probus Orestes; fl. VI secolo) fu un patricius romano e console nel 530.

## Biografia
Era probabilmente figlio di Rufio Magno Fausto Avieno, console del 502, e fu console d'Occidente nel 530, sotto il re degli Ostrogoti Atalarico.
Quando, nel corso della Guerra gotica, il re ostrogoto Totila strappò Roma all'Impero bizantino, entrandovi il 17 dicembre 546, Oreste si rifugiò assieme ad altri patricii nella Basilica di San Pietro in Vaticano. In seguito Oreste e altri senatori furono inviati da Totila nell'Italia meridionale, dove, nell'estate del 547, fu liberato dal generale bizantino Giovanni e inviato assieme agli altri senatori in Sicilia.
A Milano si conserva il suo dittico consolare (CIL V, 8120).